# Фреди Кинг
Фреди Кинг (енгл. Freddie King; 3. септембар 1934 — 28. децембар 1976) је био утицајан амерички блуз гитариста и певач. Он се често спомиње као један од "Три краља" електричне блуз гитаре заједно са Алберт Кингом и Б. Б. Кингом.
Фреди Кинг је засновао свој стил свирања гитаре на Тексас и Чикаго утицају и био један од првих блузмена који је имао мулти-расни пратећи бенд на живим наступима. Он је најпознатији по сингловима као што су "Have You Ever Loved a Woman" (1960) и његов Топ 40 хит "Hide Away" (1961). Он је познат и по албумима, као што су рани инструментал Let's Hide Away and Dance Away with Freddy King (1961) и каснијем албуму Burglar (1974), који приказују Кингову зрелу свестраност као свирача и певача, у распону од блуза до фанка.
Кинг је постао утицајан гитариста са хитовима за Federal Records у раним 1960-их. Он је инспирисао музичаре као што су Џери Гарсија, Дикеј Бетс, Стиви Реј Вон и његовог брата Џими Вон. Његов утицај се такође осетио и у Британији кроз снимке блуз уметника као што су Ерик Клептон, Питер Грин и Чикен Сак. Он је примљен у Рокенрол кућу славних 2012.